# Michiel Scheen
Michiel Scheen (* 23. Juli 1963 in Amsterdam) ist ein niederländischer Jazz- und Improvisationsmusiker (Piano, Komposition), der auch in den Bereich der Neuen Musik vorstößt.

## Leben und Wirken
Scheen, der in IJsselstein aufwuchs, erhielt klassischen Klavierunterricht. Ab 1980 studierte er Jazz- und Improvisationsmusik am Sweelinck-Konservatorium Amsterdam. Er beendete das Studium aber nicht, sondern verließ das Konservatorium ein Jahr vor den Abschlussprüfungen.
Von 1986 bis 1999 arbeitete Scheen mit Musikern wie Ab Baars, Conny Bauer, Johannes Bauer, Han Bennink, Jaap Blonk, Anthony Braxton, Tobias Delius, Cor Fuhler, Hans Hasebos, Gerry Hemingway, Wiek Hijmans, Guus Janssen, George Lewis, Misha Mengelberg, Roscoe Mitchell, Butch Morris, Jacques Palinckx, Evan Parker, Hans Reichel, Vladimir Tolkachev, Tang Xu und John Zorn. Nach einer Auszeit von 2000 bis 2004 gründete er ein neues Quartett mit Ab Baars, Han Bennink und Ernst Glerum, das die vielbeachtete CD „Dance, My Dear?“ vorlegte.
Als Mitglied von Kenvermogen, dem Maarten Altena Ensemble und dem Paul Termos Tentet spielte Scheen Musik, die die Grenzen zwischen Komposition und Improvisation auslotet. Auch in seinen eigenen Gruppen wie Filiaal, dem Sextett und dem Duo mit dem Saxophonisten Tobias Delius sowie seinem Quartett tauchte er in diese Art von Musik ein. Mit Palinckx, seiner eigenen Band Triklinion und Seafood erkundete er das Gebiet zwischen improvisierter Musik, Elektronik und Avant-Rock.
2012 bildete Scheen gemeinsam mit Raoul van der Weide und George Hadow das Blue Lines Trio, das zeitweise zum Blue Lines Sextett erweitert wurde. Außerdem arbeitete er mit dem Jan Nijdam Quartett, dem Ensemble Ohrkiste unter der Leitung von Radu Malfatti, Dubbel Express, dem elektroakustischen Trio YPON (mit Michael Barker und Wiek Hijmans), Structures unter der Leitung von Peter van Bergen, Cardueles Cardueles (Leiter: Cor Fuhler), dem Dickinson Projekt von Ig Henneman und der Theatergruppe Discordia (Tourneen durch Europa, die USA, Kanada und die UdSSR). Weiterhin wirkte er in der Theaterproduktion „Elektra and Orestes“ des Regisseurs Erik-Ward Geerlings und des Komponisten Arthur Sauer (Theatergruppe FACT Rotterdam), Seafood (unter der Leitung von Alan Laurillard) und dem Object Theatre Orchestra (im Duo mit Augusto Forti).
Seit 1990 erhielt Scheen für seine kompositorische Arbeit Aufträge und Stipendien vom „Fonds voor de Scheppende Toonkunst“ (dem niederländischen Fonds für Komponisten). 1991 beauftragte ihn NOS-Radio und Jazzmarathon Groningen, ein Live-Set zu komponieren, woraus das Projekt „Rijs“ mit u. a. Jaap Blonk, Tristan Honsinger und Paul Koek entstand.
Scheen engagierte sich als Mitglied der niederländischen Musikervereinigung BIM (Beroepsvereniging van Improviserende Musici) und war von 1994 bis 1996 Mitglied des Vorstands und von 1996 bis 1998 Vorsitzender dieser Vereinigung. Er engagierte sich auch in der Stichting de Centrale.

## Diskographische Hinweise
- Triklinion (Filiaal 1997, mit Frank van Berkel, Hans van der Meer)
- Michiel Scheen Quartet: Dance, My Dear? (Data 2004, mit Ab Baars, Ernst Glerum, Han Bennink)
- Misha Mengelberg, Cor Fuhler, Michiel Scheen: Mill (Conundrum 2009)
- Blue Lines Sextet: Live at the Bimhuis (Casco 2017, mit Bart Maris, Wolter Wierbos, Ada Rave, Raoul van der Weide, George Hadow)
- Clouds and Sunny Chunks (2020, solo)
- Blue Lines Trio: Chance and Change (Casco 2022)